# La Fureur dans le sang (série télévisée)
Cet article concerne la série télévisée. Pour le roman, voir La Fureur dans le sang.
La Fureur dans le sang (Wire in the Blood) est une série télévisée britannique, créée d'après les romans de Val McDermid et diffusée entre le 14 novembre 2002 et le 31 octobre 2008 sur le réseau ITV.
En France, la série a été diffusée à partir du 11 août 2003 sur Canal+, et rediffusée sur NT1, Action et sur AB1 ; au Québec à partir du 2 septembre 2004 à Séries+, en Suisse sur TSR1 et en Belgique sur AB3.

## Synopsis
Cette série policière met en scène les enquêtes, la plupart du temps sur des crimes en série, de l'inspecteur Carol Jordan (saison 1 à 3) puis Alex Fielding (saison 4 à 6) auxquelles collabore Tony Hill, psychologue clinicien et professeur universitaire, en qualité de profileur.

## Distribution
- Robson Green (VF : Bernard Gabay) : Dr Tony Hill
- Hermione Norris (VF : Véronique Biefnot) : Carol Jordan (saisons 1 à 3)
- Simone Lahbib : Alex Fielding (saisons 4 à 6)
- Mark Letheren (en) (VF : Bruno Mullenaerts) : Kevin Geoffries
- Alan Stocks (VF : François Mairet) : Don Merrick (saisons 1 et 2)
- Tom Chadbon (en) (VF : Michel Guillou) : John Brandon (saisons 1 et 2)
- Doreene Blackstock : Annie Reiss (saison 1)
- Mark Penfold : Dr Ashley Vernon (saisons 1 à 5)
- Emma Handy (en) (VF : Delphine Moriau) : Paula McIntyre (saisons 2 à 6)
- Peter Sullivan (en) : ACC Paul Eden (saisons 3 et 4)

Source et légende : version française (VF) sur DSD Doublage

## Épisodes
La durée des épisodes de la première saison est de 100 minutes, et les suivantes de 90 minutes.

### Première saison (2002)
1. Le Chant des sirènes (The Mermaids Singing)
2. Chapelle ardente (Shadows Rising)
3. Anges et démons (Justice Painted Blind)

### Deuxième saison (2004)
1. Le Silence des collines (Still She Cries)
2. Illumination (Right to Silence)
3. Dans l'ombre du roi (The Darkness of Light)
4. L'Ange de la miséricorde (Sharp Compassion)

### Troisième saison (2005)
1. Rédemption (Redemption)
2. Mauvaise graine (Bad Seed)
3. Quand la nuit tombe (Nothing But The Night)
4. Le Sniper (Synchronicity)

### Quatrième saison (2006)
1. La Remplaçante (Time to Murder and Create)
2. Le Mur du silence (Torment)
3. Les Âmes perdues (Hole in the Heart)
4. Retrouvailles fatales (The Wounded Surgeon)

### Cinquième saison (2007)
1. Enfance brisée (The Colour of Amber)
2. Nocebo (Nocebo)
3. Le Nom des anges (The Names of Angels)
4. Les péchés des mères (Anything You Can Do)
5. Massacre au Texas (Prayer of the Bone)

### Sixième saison (2008)
1. Abomination (Unnatural Vices)
2. L'Ombre de la vengeance (Falls the Shadow)
3. Géniteur par procuration (From the Defeated)
4. Le Purificateur (The Dead Land)

## DVD
En France, la saison 1 est disponible en DVD chez Kobafilms. Les saisons 2 à 5 sont disponibles chez Studio Canal.